# Клюни, Этьен де
Этьен де Клюни (фр. Étienne de Cluny) — французский кардинал XI века, названный Петром Дамиани «защитник Католической Церкви» (фр. Le defenseur de l'Église Romaine). Присоединился к ордену бенедиктинцев в монастыре Клюни во времена аббатства Одилона. Был возведён в сан кардинала папой Львом IX в 1049 году. В ноябре 1057 года вместе с иподиаконом Ильдебрандо был послан в Милан для усмирения патариев.